# Ley Megan
La Ley Megan («Megan's Law» en inglés) es una ley federal de Estados Unidos que exige a las autoridades policiales que hagan pública la información sobre los delincuentes sexuales registrados. Cada estado decidirá qué información se pondrá a disposición y cómo debe ser difundida. Normalmente la información que se incluye sobre el delincuente es el nombre, la foto, la dirección, el día de encarcelamiento y la naturaleza del delito cometido. A menudo esta información se publica a través de páginas web gubernamentales (de cada estado), pero también a través de periódicos y otros medios de difusión.
A nivel federal, la Ley Megan es conocida como Ley Wetterling (Wetterling Act), obliga a las personas condenadas por delitos sexuales contra la infancia a informar a las autoridades locales de cualquier cambio de dirección o empleo después de ser puesto en libertad de la penitenciaría o institución psiquiátrica. La obligación puede ser fijada por un periodo limitado (normalmente mínimo 10 años) o de forma permanente.
Algunos estados pueden legislar para ampliar el registro a todos los delitos sexuales, aunque no haya menores implicados. Se considera un delito grave en la mayoría de las jurisdicciones que no se registren o actualicen la información.
La Ley Megan se crea con el fin proporcionar dos servicios de información al público: un registro de delincuentes sexuales y una notificación a la comunidad. Los detalles de lo que se proporciona como parte del registro de delincuentes sexuales y como se administra la notificación a la comunidad varía en cada estado. En algunos estados la información requerida para el registro y los protocolos de notificación a la comunidad han sido modificadas en numerosas ocasiones desde que fue aprobada la ley. La Ley Adam Walsh de Protección a la Infancia y Seguridad (Adam Walsh Child Protection and Safety Act) se hizo como complemento para ampliar la Ley Megan.

## Nueva Jersey
El 29 de julio de 1994, Megan Kanka, una niña de 7 años, fue asesinada en Hamilton Township, Condado de Mercer (Nueva Jersey) por Jesse Timmendequas, un delincuente sexual que previamente había sido condenado por crímenes sexuales y que vivía cerca de Kanka al igual que otros dos delincuentes sexuales.
Como consecuencia de este crimen en 1994, Paul Kramer, un representante republicano de la Asamblea General de Nueva Jersey, fue el promotor de siete proyectos de ley conocida como Megan's Law, fueron aprobadas un mes después de la violación y asesinato de Megan Kanka. La ley obligaba al registro de los delincuentes sexuales, con una base de datos cuyo seguimiento debía llevar el estado, así como notificar a la comunidad la llegada de un delincuente sexual al vecindario. También incluye la condena a cadena perpetua sin condicional a todos los acusados de un segundo delito sexual. Kramer mostró incredulidad a la controversia creada por los proyectos de ley diciendo que "Megan Kanka estaría viva hoy" si sus proyectos de ley hubieran sido ley en aquel momento.

## Controversia
Un estudio realizado en 2008 de la ley de Nueva Jersey concluyó que no tuvo ningún efecto sobre la tendencia de la comunidad, no mostró efecto alguno en la reducción de la reincidencia de delitos sexuales, tampoco en la reducción de delitos sexuales cometidos por primera vez (especialmente el abuso de menores/incesto) y no redujo el número de víctimas sexuales. Los autores consideran que dada la falta de efectos demostrados de la ley de delitos sexuales, sus crecientes costes son injustificados.